# Poecilasthena xylocyma
Poecilasthena xylocyma là một loài bướm đêm trong họ Geometridae.